# Estenfeld
Estenfeld ist eine Gemeinde im unterfränkischen Landkreis Würzburg und der Sitz der Verwaltungsgemeinschaft Estenfeld. Das Dorf im Kürnachtal hat eine mehr als 1100-jährige Geschichte.

## Geographie

### Geographische Lage
Durch den Ort Estenfeld fließt die Kürnach. Sie ist teilweise überbaut. Die Gebäude des Ortes konzentrieren sich im Wesentlichen auf das Kürnachtal und seine Hänge. Erst in neuerer Zeit reicht die Bebauung auch über das Tal hinaus. Der Altort hat eine Nord-Ost-Lage. Vorwiegende Windrichtung und Wetterseite ist Westen. Selten kommen Regen und Unwetter aus dem Osten.

### Gemeindegliederung
Es gibt 3 Gemeindeteile (in Klammern ist der Siedlungstyp angegeben):
- Estenfeld (Pfarrdorf)
- Mühlhausen (Kirchdorf)
- Weiße Mühle (Einöde)

## Geschichte

### Bis zur Gemeindegründung
Bereits während der Altsteinzeit war das Gemeindegebiet Siedlungsstätte, wie Grabungen und Funde von etwa 120.000 alten Werkzeugen aus einer Lößgrube belegen. Erstmals findet Estenfeld im Jahr 844 als Espinaveld (später „Espenvelt“) urkundliche Erwähnung.
Als Teil des Hochstiftes Würzburg (Mediat Kartause Würzburg), das zum Fränkischen Reichskreis gehörte, wurde Estenfeld 1803 zugunsten Bayerns säkularisiert, dann im Frieden von Pressburg (1805) an Erzherzog Ferdinand von Toskana zur Bildung des Großherzogtums Würzburg übergeben, mit welchem es 1814 endgültig an Bayern zurückfiel. Im Zuge der Verwaltungsreformen in Bayern entstand mit dem Gemeindeedikt von 1818 die heutige Gemeinde.

### Religionen
In Estenfeld gibt es eine katholische und eine evangelische Kirchengemeinde.
Ortspatron ist der Heilige Mauritius, nach ihm sind auch die beiden katholischen Kirchen des Ortes benannt, die das Ortsbild prägen. Für die evangelische Gemeinde entstand ab 1964 die Kirche St. Markus.
Bis in die Zeit des Nationalsozialismus gab es in Estenfeld auch jüdisches Leben, eine Gedenkstele am Platz der ehemaligen Synagoge erinnert an die jüdischen Mitbürger. Im Rahmen des Projektes Stolpersteine wurden vor ehemaligen Wohnhäusern deportierter Juden Gedenksteine auf dem Bürgersteig eingelassen.

### Eingemeindungen
Im Zuge der Gebietsreform in Bayern wurde am 1. Mai 1978 die Gemeinde Mühlhausen auf eigenen Wunsch hin nach Estenfeld eingemeindet.

### Einwohnerentwicklung
Von 1950 bis 2000 stieg die Einwohnerzahl von 2121 auf 4849.
Im Zeitraum 1988 bis 2018 stieg die Einwohnerzahl von 4436 auf 5237 um 801 Einwohner bzw. um 18,1 %.
Quelle: BayLfStat

## Politik

### Gemeinderat
Der Gemeinderat besteht aus der Ersten Bürgermeisterin und den weiteren Gemeinderatsmitgliedern. Bei der Gemeinderatswahl vom 15. März 2020 waren wegen gestiegener Einwohnerzahlen erstmals 20 Gemeinderatsmitglieder zu wählen. Bis April 2020 hatte der Gemeinderat 16 Mitglieder. Das Ergebnis der Wahl zeigt das nebenstehende Diagramm. Daraus ergibt sich folgende Sitzverteilung:
| Partei / Liste                 | Stimmenanteil | Sitze |
| CSU                            | 37,3 %        | 7     |
| SPD / Bürgerforum Estenfeld    | 27,6 %        | 6     |
| GRÜNE                          | 11,2 %        | 2     |
| Estenfeld in Schwung (EinS)    | 18,5 %        | 4     |
| Unabhängige Wählergemeinschaft | 5,4 %         | 1     |

SPD / Bürgerforum Estenfeld und Unabhängige Wählergemeinschaft Estenfeld haben sich zu einer Fraktion (7 Sitze) zusammengeschlossen.

### Bürgermeisterin
Erste Bürgermeisterin ist seit 1. Mai 2014 Rosalinde Schraud (CSU), die am 16. März 2014 mit 50,8 % der gültigen Stimmen gewählt wurde und Michael Weber (2002 bis 2014) ablöste. Schraud wurde am 15. März 2020 mit 52,2 % der Stimmen für weitere sechs Jahre gewählt.

### Wappen
| | Blasonierung: „In Rot drei zwei zu eins gestellte gekrönte silberne Löwenköpfe.“ |
| Wappenbegründung: Die Löwenhäupter sind dem Wappen der Herren von Estenfeld entnommen, das seit 1292 durch Siegelabdruck belegt ist. Sie erinnern an dieses Ortsadel- und Ministerialengeschlecht, das um 1400 ausgestorben ist. Die Farben Silber und Rot sind die Farben Frankens. Dieses Wappen wird seit 1956 geführt. |                                                                                  |

### Städtepartnerschaften
Juodupé, Obeliai und Pandėlys, drei Gemeinden um die Kleinstadt Rokiškis, Distrikt Panevėžys, Litauen, sind seit 2004 Partnergemeinden.

## Wirtschaft und Infrastruktur
Die Gemeinde liegt an der überregionalen Entwicklungsachse Würzburg–Schweinfurt.

### Verkehr
Estenfeld liegt direkt an der Bundesautobahn 7 (Anschlussstelle 101 – Würzburg / Estenfeld) sowie an der Bundesstraße 19. Diese verläuft unter Umgehung der Orte Estenfeld und Kürnach. Bis ins Jahr 1986 führte die B 19 allerdings durch den Ort Estenfeld.
Durch den mittlerweile fertiggestellten Neubau des IKEA-Möbelmarktes ist eine merkliche Erhöhung des Verkehrsaufkommens in Estenfeld selbst nicht zu verzeichnen.

### Bildung und Kinderbetreuung
Es gibt folgende Einrichtungen (Stand 2018):
- Zwei Kindergärten
- Eine Kinderkrippe
- Eine Grundschule
- Eine Mittelschule

### Sport- und Freizeitangebote
- Die TSG Estenfeld[13] ist ein Mehrspartensportverein mit acht Abteilungen. Den Handballdamen des Vereins gelang in der Saison 2023/24, nach der unterfränkischen Meisterschaft, der Aufstieg in die fünftklassige Oberliga Bayern.

## Persönlichkeiten

### Ehrenbürger
- Wilhelm Barth, Geistlicher Rat, erster Ehrenbürger der Gemeinde; unter seiner Leitung wurde 1914–1924 die neue Pfarrkirche auf dem Point gebaut.
- Emil Messelberger, Bürgermeister von 1959 bis 1973 (SPD)
- Christian Will (*  1927; † 2019), Politiker (CSU)
- Ignaz Schneider (* 21. Juli 1929), Bürgermeister vom 20. Juli 1973 bis 30. April 1996[14]
- Karl Wenzel (* 25. November 1931 in Heigenbrücken; † 10. Februar 2022 in Würzburg[15]), Monsignore, 1974–2003 Ortspfarrer

### Söhne und Töchter der Gemeinde
- Franz Winzenhörlein (1876–1943), Steyler Missionar und Märtyrer
- Josef Wagenbrenner (1880–1953), Porträt- und Kirchenmaler
- Theresildis Brendler (1910–1944), Steyler Missionsschwester und Märtyrin.

### Persönlichkeiten, die im Ort gewirkt haben
- Michael Wecklein (1778–1849), Theologe, war 1802 Kooperator in Estenfeld
- Ludwig Rumpf (1793–1862), Chemiker und Mineraloge, fand den nach ihm benannten triassischen Farn Symopteris rumpfii im örtlichen Keuper
- Wolfgang Lenz (1925–2014), Maler und Grafiker, malte 2004 den Sitzungssaal des Rathauses aus
- Manfred Böhm (1940–2013), Physiker, lebte zuletzt in Estenfeld
- Hans-Josef Klauck (1946–2025), Bibelwissenschaftler, wohnte in den 1980er Jahren in Estenfeld und half in der Seelsorge mit
- Michael Hauck (* 1960), Steinmetz, Restaurator und Kunsthistoriker, wuchs in Estenfeld auf
- Isabel Hessel (* 1973), deutsche Übersetzerin für niederländische Belletristik und Poesie, lebt unter anderem in Estenfeld
- Dirk Weidner (* 1976), deutscher Schauspieler und Musiker, wuchs in Estenfeld auf